# 菅野彰子
菅野 彰子（すがの あきこ、1947年 - ）は、翻訳家。
東京生まれ。国際基督教大学卒業。ポルノ小説、ポピュラー音楽の評論の翻訳を主とする。

## 翻訳
- クリス・ウェルチ『ジミ・ヘンドリックスの伝説』晶文社　1975
- シェイラ・ブラディ『カリフォルニアゼネレーション』1977　富士見ロマン文庫
- サム・シェパード『ディランが街にやってきた ローリング・サンダー航海日誌』諏訪優共訳　サンリオ、1978　のち河出文庫
- ベッキー・ヤンシー,クリフ・ラインデッカー『私のエルヴィス』サンリオ、1978
- マーカス・ヴァン・ヘラー『男狂い』1981、富士見ロマン文庫
- シェイラ・ブラディ『ポルノ女優志願』1982、富士見ロマン文庫
- デイヴ・マーシュ,ジョン・スウェンソン編『ローリングストーン・レコードガイド』吉成伸幸共訳　講談社、1982
- ヤン・ウォルカーズ『赤い髪の女』1983、角川文庫
- デイヴィット・タント『黒いピラミッドの謎』1986　富士見ドラゴンブック
- ウィリアム・アイリッシュ『死を予告された男』1986　ポプラ社文庫
- デイヴィッド・タント『呪われた鉱山』1986　富士見ドラゴンブック
- デイヴィッド・タント『魔人の沼』1986　富士見ドラゴンブック
- デイヴィッド・タント『魔宮の人喰い植物』1987　富士見ドラゴンブック
- チャールズ・マッキャリー『カメンスキーの<小さな死>』1988　扶桑社ミステリー
- ビヴァリー・サザランド・スミス『チョコレートとプチフール』CBS・ソニー出版　1988　ウィークエンド・クッキング
- パット・アルバレイ『ビスケット』CBS・ソニー出版　1988　ウィークエンド・クッキング
- スティーヴン・ゲインズ『ビーチ・ボーイズ リアル・ストーリー』小林宏明共訳　早川書房、1988
- ラファエル・イグレシアス『ホット・プロパティ』1989　富士見ロマン文庫
- アルテーミー・トロイツキー『ゴルバチョフはロックが好き? ロシアのロック』晶文社　1991
- ポール・ウィリアムズ『ボブ・ディラン瞬間の轍 (1)(2)』音楽之友社、1992-93
- ロジャー・コーマン,ジム・ジェローム『私はいかにハリウッドで100本の映画をつくり、しかも10セントも損をしなかったか ロジャー・コーマン自伝』石上三登志共訳　早川書房　1992
- ジェニー・ボイド,ホリー・ジョージ=ウォーレン『素顔のミュージシャン』早川書房　1993
- リヴォン・ヘルム著 ステファン・デイヴィス補筆『ザ・バンド 軌跡』音楽之友社、1994
- ローラ・ジョプリン『ジャニス・ジョプリンからの手紙』音楽之友社、1994
- ジェイン・アン・クレンツ『愛の遺産』1995　角川スカーレット文庫
- ポール・ウィリアムズ『ロックンロール・ベスト100シングル』音楽之友社　1995
- スコット・フリーマン『オールマン・ブラザーズ・バンド』音楽之友社、1997
- ブレット・ミラノ『ビニール・ジャンキーズ レコード・コレクターという奇妙な人生』河出書房新社　2004

## 参考
- http://bookweb.kinokuniya.co.jp/htm/4794918364.html